# Den relativt store boka om Radioresepsjonen
Den relativt store boka om Radioresepsjonen er en bog som omhandler radiosuccessen Radioresepsjonen som blev sendt på NRK P3 i perioden 2006-2010. Bogen er skrevet af programmets skabere Steinar Sagen, Tore Sagen og Bjarte Tjøstheim. Bogen handler om hvordan Radioresepsjonen blev startet og hvordan det har været at lave programmet. Forfatterne skriver også hvad de mener om hinanden, og fortæller om hverdagen i Radioresepsjonen, i tillæg til spalter, poster, konkurrencer og forbrugertest. Del relativt store boka om Radioresepsjonens indeholder også billeder fra programmets karriere. Bogen blev udgivet 11. oktober 2010.
I forbindelse med lanceringen af bogen lavede forlaget Aschehoug en reklamevideo for bogen, lavet af programlederne selv. Forordet i bogen er skrevet af Bjørn Eidsvåg.
Både anmeldere og forfatterne selv har påpeget at Den relativt store boka om Radioresepsjonen kun er anbefalet til faste lyttere af Radioresepsjonen.

## Links
- Radioresepsjonen på nrkp3.no Arkiveret 9. februar 2011 hos  Wayback Machine